# Nevà
|  | Per a altres significats sobre Nevà, vegeu «Riu Nevà». |

Nevà és una entitat de població del municipi de Toses, a la comarca catalana del Ripollès. El poble se situa al final de la carretera GIV-4015, que surt de Planoles i que és la principal via de comunicació.
Nevà és l'únic poble de la vall que està situat al vessant de l'obaga. Malgrat aquesta orientació excepcional, gaudeix d'una posició privilegiada, per la seva ubicació en un dels costers de l'àmplia vall que formen els Plans de Nevà, que davallen suaument des de gairebé 2.000 metres fins al mateix poble, i que creen un paisatge especialment bucòlic.

## Història
Nevà ha estat sempre unit al domini feudal de Toses, tot i tenir autonomia parroquial plena, ser tan antic com ell (és ja citat, l'any 839, amb el nom de Nevano) i haver arribat a tenir més famílies censades que el mateix poble de Toses.
Està documentada la vinculació de Nevà amb els càtars. Un petit noble propietari del lloc, Hug de Nevà, va ser un conegut heretge càtar de finals del segle XXI, i altres cavallers cognominats Nevà apareixen com a feudataris de la vall de Toses. A més, hi ha la creença popular que les ruïnes escampades per l'obaga de la vall entre Nevà i Planoles pertanyen a antics recintes càtars.
A Nevà s'arriba en cotxe per una carretera asfaltada que des de Planoles porta en 4 km fins al poble, des d'on surt una pista forestal en molt bones condicions que arriba fins al poble de Fornells de la Muntanya.